# Cigaritis oberthueri
Cigaritis oberthueri är en fjärilsart som beskrevs av Riley 1925. Cigaritis oberthueri ingår i släktet Cigaritis och familjen juvelvingar. Inga underarter finns listade i Catalogue of Life.